# Xenoligea montana
La parula terricola alibianche (Xenoligea montana (Chapman, 1917)) è un uccello passeriforme della famiglia Phaenicophilidae, endemico dell'isola di Hispaniola. È l'unica specie nota del genere Xenoligea Bond, 1967.